# 투석기
투석기(投石器, catapult) 혹은 발석차(發石車), 포차(抛車), 포거(抛車)는 돌을 던져서 공격하는 공성무기이다. 
투석기는 화약이나  데 사용되는 탄도 장치이다. 투석기는 저장된 위치 에너지의 갑작스러운 방출을 사용하여 탑재량을 추진한다. 대부분은 스프링, 활, 꼬인 로프, 고무줄 또는 기타 다양한 재료 및 메커니즘을 통해 해제되기 전에 장치 내에 더 천천히 수동으로 생성된 장력 또는 비틀림 에너지를 변환한다.
고대부터 사용되어 온 투석기는 전쟁에서 가장 지속적으로 효과적인 메커니즘 중 하나로 입증되었다. 현대에는 이 용어가 간단한 휴대용 도구("새총"이라고도 함)부터 선박에서 항공기를 발사하는 메커니즘까지 다양한 장치에 적용될 수 있다.

## 특징
기계(탄성체, 지렛대, 원심력 등)의 힘을 이용하여 물체를 멀리 던지기 위한 도구이다. 투석기의 종류에는 무게추식 투석기와 인력식 투석기가 있다. 공성전에서 성벽을 허물거나 성문을 부수기 위해서 사용되었다. 오나거(Onager)와 균형추 등 많은 종류가 있다. 

## 용도
본래 투석기는 오래전부터 군사용으로 사용되었다. 주로 전쟁이 발발할 당시, 적국의 성이나 요새 등을 함락시키는 공성무기로 사용되었으며, 벽을 뚫으려는 시도에 사용하는 돌덩이 이외에도 폭발물, 병든 시체나 쓰레기 등을 벽 위로 발사할 수도 있다. 그러나 중세 이후에 화기의 등장으로 점차 사라지게 된다. 지금은 과학 실험용으로 쓰이는 경우가 있다.

## 역사

### 고대
최초의 투석기는 적어도 기원전 7세기로 거슬러 올라간다. 기록에 따르자면 기원전 750년 경, 유다의 웃시야 왕이 예루살렘 성벽에 "큰 돌"을 쏘는 기계의 건설을 감독하고 장비하였다고, 한 것으로 기록되어 있다. 투석기는 야주르베다(Yajurveda)에서 30장 7절에 "Jyah"라는 이름으로 언급되어 있다. 기원전 5세기에는 기원전 500년에서 300년 사이에 고대 중국에서는 투석기의 일종인 망고넬을 사용한 기록이 있다. 아마도 기원전 4세기 초에 묵가가 사용했을 것으로 추정되므로, 이에 대한 설명은 기원전 4세기에 편찬된 묵경에서 찾을 수 있다. 묵경 14장에는 망고넬이 숯을 가득 채운 속이 빈 통나무를 적군에게 던지는 것으로 묘사되어 있다. 또한 망고넬은 아바르족에 의해 서쪽에도 제작되어 사용되었고 서기 6세기 후반에 지중해 동부에서도 사용되었다. 그곳에서 망고넬은 단순한 디자인과 더 빠른 발사 속도로 인해 발리스타나 오나거와 같은 토션 동력 공성 엔진을 대체했다. 비잔틴인들은 아마도 587년 초에 망고넬을 채택했고, 페르시아인들은 7세기 초에, 아랍인들은 7세기 후반에 채택했다. 프랑크족과 색슨족은 8세기에 이 망고넬을 채택했다고 한다. 최초의 사용은 기원전 5세기 리챠비스(Licchavis)와의 전쟁에서 마가다(Magadha)의 아자타샤트루(Ajatashatru)에 기인한다. 그리스에서 투석기는 기원전 4세기 초에 발명되었으며, 기원전 399년 그리스 군대의 장비의 일부로 디오도루스 시쿨루스(Diodorus Siculus)에 의해 입증되었으며, 이후 기원전 397년 모티아 포위 공격에서 사용되었다. 

그리스의 투석기와 석궁은 밀접하게 얽혀 있다. 원시 투석기는 본질적으로 "미사일을 추진하는 활을 강화하여 미사일의 사거리와 관통력을 늘리려는 비교적 간단한 시도의 산물"이었다. 역사가 디오도루스 시쿨루스(기원전 1세기)는 기원전 399년에 그리스 특무부대에 의해 기계식 화살 발사 투석기(카타펠티콘)의 발명에 대해 설명했다. 이 무기는 곧 시칠리아에 있는 카르타고의 주요 거점인 모티아(기원전 397년)에 사용되었다. 디오도루스는 당시 사건과 동시대 인물이었던 블레셋의 높은 평가를 받은 역사로부터 자신의 묘사를 이끌어낸 것으로 추정된다. 그러나 석궁의 도입은 더 이전으로 거슬러 올라갈 수 있다. 발명가인 알렉산드리아의 영웅(기원후 1세기 경)에 따르면 기원전 3세기 엔지니어 크테시비우스의 현재 잃어버린 작품을 언급하면서 이 무기는 이전의 석궁에서 영감을 얻었다. 가스트라페테(gastraphetes)라고 불리는 발에 쥐는 석궁은 그리스 활보다 더 많은 에너지를 저장할 수 있다. 
세 번째 그리스 작가인 비톤(Biton, 기원전 2세기 경)은 그의 신뢰성이 최근 학문에 의해 긍정적으로 재평가되었으며 두 가지 발전된 형태의 위장을 기술했는데, 그는 이를 남부 이탈리아 출신의 기술자인 조피루스(Zopyros)의 공로로 여겼다. 조피루스는 기원전 5세기 후반에 번성했던 것으로 보이는 그 이름의 피타고라스 학파와 그럴듯하게 동일시되었다. 그는 기원전 421년에서 기원전 401년 사이에 쿠마에와 밀레 포위 공격을 즈음하여 활 기계를 설계했을 것으로 추정한다. 이 기계의 활에는 이미 윈치 풀백 시스템이 장착되어 있으며 한 번에 두 개의 미사일을 던질 수 있는 것으로 보인다.
비잔티움의 필로(Philo of Byzantium)는 기원전 200년경 벨로포이에틱스(belos = "발사체", 포이에티케 = "만들기의 기술") 이론 확립에 대한 가장 자세한 설명을 제시한다. 이 이론의 중심 원리는 "발사체의 무게나 길이를 포함하여 투석기의 모든 부분이 토션 스프링의 크기에 비례한다"는 것이다. 이러한 종류의 혁신은 기하학과 물리학이 군사 산업에 동화되는 속도가 증가하고 있음을 나타낸다.
기원전 4세기 중반부터 그리스의 화살 발사 기계 사용에 대한 증거는 더욱 밀도 있고 다양해졌다. 화살 발사 기계(katapaltai)는 기원전 350년경에 작성된 공성술에 관한 논문에서 아이네아스 탁티쿠스(Aeneas Tacticus)에 의해 간략하게 언급되었다. 기원전 338년에서 326년 사이에 작성된 아테네 무기고의 현존하는 비문에는 다양한 크기의 발사 볼트와 힘줄 스프링이 있는 저장된 투석기 수가 나열되어 있다. 후자의 항목은 보다 유연한 석궁보다 더 강력하고 이후 그리스와 로마 포병 설계를 지배하게 된 토션 투석기로의 전환에 대한 최초의 명확한 증거를 구성하므로 특히 주목할 만한다. 토션 스프링으로의 이러한 움직임은 마케도니아의 필립 2세(Philip II of Macedonia)의 엔지니어들에 의해 촉진되었을 것이다. 기원전 330년부터 329년까지의 또 다른 아테네 재고에는 머리와 날개가 있는 투석기 볼트가 포함되어 있다. 투석기의 사용이 더욱 보편화됨에 따라 투석기를 작동하는 데 필요한 교육도 늘어났다. 많은 그리스 어린이들은 "젊은이들을 위한 투석기 사격 대회를 규제하는 키클라데스의 케오스 섬에서 기원전 3세기에 새겨진 비문"에서 알 수 있듯이 투석기 사용법을 교육받았다. 기원전 340년 펠리페 2세가 페린토스(트라키아)를 포위했을 때 화살 발사기가 작동했다는 보고가 있다. 동시에, 그리스 요새에는 아이고스테나(Aigosthena)에서와 같이 대인 화살 사수를 수용하는 데 사용할 수 있는 상단에 셔터가 달린 창문이 있는 높은 탑이 생기기 시작했다. 발사체에는 때때로 불이 붙는 화살과 (나중에) 돌이 모두 포함되었다. 필립의 아들인 알렉산더 대왕은 기록상 역사상 투석기를 전장에서 사용했을 뿐만 아니라 포위 공격 중에도 사용한 다음 사령관이었다.
로마인들은 시라쿠사, 마케도니아, 스파르타, 아이톨리아(기원전 3~2세기)와의 전쟁에서 투석기를 무기로 사용하기 시작했다. 아르쿠발리스타(arcuballista)로 알려진 로마 기계는 대형 석궁과 비슷했다. 나중에 로마인들은 그들의 군함에 발리스타 투석기를 사용했다. 기원전 19세기에는 고대 이집트의 부헨 요새의 성벽에서도 투석기를 위한 플랫폼이 있는 것으로 보인다.

### 중세
중세 시대에도 투석기는 대포가 만들어지기 전까지는 전 세계에서 주 무기로서, 가장 널리 사용되면서 발전되었다. 이 시기에는 성과 요새화된 성벽 도시가 매우 흔했고, 투석기는 이런 성벽도시들을 함락시키는 공성 무기로 사용되었다. 그러나 성을 방어할 때에만 투석기는 거의 효과가 없을 정도이며, 예를 들어 파리의 바이킹 포위 공격(서기 885~6년)에서는 다양한 투석기를 포함하여 고전 세계에 알려진 거의 모든 공성 기술 도구를 양측이 모두 사용했지만, 효과가 거의 없을 정도로 실패로 끝난 사례가 있다고 한다.

### 19세기 ~ 20세기
1840년대에 가황 고무의 발명으로 Y자형 막대로 즉석에서 만들거나 판매용으로 제조된 소형 휴대용 투석기를 만들 수 있게 되었다. 둘 다 어린이와 청소년에게 인기가 있었다. 이 장치는 미국에서는 새총이라고도 알려져 있다.
투석기가 마지막으로 대규모로 군사적으로 사용된 것은 제1차 세계 대전의 참호전이었다. 전쟁 초기 단계에서 투석기는 사람이 살지 않는 땅을 가로질러 적의 참호에 수류탄을 던지는 데 사용되었다. 이후 투석기는 결국 박격포로 대체되었다. 또한 소련이 제안한 대전차 무기인 SPBG(Silent Projector of Bottles and Grenades)는 스프링 장착 셔틀에서 최대 100m(330ft)까지 수류탄을 발사하였다고 한다.

### 현대
1990년대와 2000년대 초반에는 스릴을 추구하는 사람들이 처음으로 개인 사유지에서 엔터테인먼트에서 보유한 투석기를 사용했으며, 2001~2002년에는 영국 서머셋의 미들무어 워터파크에서 100피트(30m) 높이의 공중 투석기를 경험했다. 워터파크에서 사망자가 발생하여 연습이 중단되었다. 사유지에서 투석기를 사용하던 중 부상이 발생했다. 두 참가자가 안전망에 착륙하지 못해 부상과 사망이 발생했다. 투석기 조작자들은 재판을 받았으나 과실치사 혐의는 무죄 판결을 받았지만, 배심원단은 조작자들이 "더 엄격한 안전 조치를 취했더라면" 사망을 피할 수 있었을 것이라고 지적했다. 인간 포탄 서커스 공연은 화약이 아닌 투석기 발사 메커니즘을 사용하며 인간 포탄에게는 위험한 모험이다.
초기에 출시된 롤러코스터는 1977년에서 1978년 사이에 셔틀 루프(Shuttle Loop) 설치와 같이 추진력을 얻기 위해 디젤 엔진으로 구동되거나 무게를 떨어뜨린 투석기 시스템을 사용했다. 롤러코스터의 투석기 시스템은 플라이휠과 이후 선형 모터로 대체되었다.
호박 청킹은 널리 대중화된 또 다른 용도로, 사람들은 누가 기계적 수단으로 호박을 가장 멀리 발사할 수 있는지 경쟁한다(세계 기록은 공압 공기 대포로 보유하고 있음).

## 기타
2011년 1월, 멕시코에서 미국으로 대마초를 밀반입하는 데 사용된 수제 투석기가 발견되었는데, 이 기계는 발사 준비가 된 4.4파운드(2.0kg)의 대마초 더미와 함께 국경 울타리에서 20피트(6.1m) 떨어진 곳에서 발견되었다.
별칭 "항공기 투석기"라고 불리는 항공모함 캐터펄트는 이륙 활주로가 동력 이륙에 너무 짧거나 확장이 불가능할 때 지상 기지와 항공모함에서 항공기를 발사하는 데 사용된다. 또한 이런 투석기의 원리를 사용하여 어뢰를 발사하고 잠수함에 대해 폭탄을 배치하는 경우도 있다. 또한 "함정"이라고 불리는 작은 투석기는 점토 비둘기 사격 스포츠에서 점토 표적을 공중으로 발사하는 데 여전히 널리 사용된다.

## 종류
- 발리스타
- 스프링갈드
- 망고넬
- 오나거
- 트레뷰셋
- 콜리어드

## 같이 보기
- 무릿매
- 항공모함 캐터펄트
- 공성전 병기